# Portrait d'homme âgé
Portrait d'homme âgé est un tableau réalisé vers 1765 par le peintre français Jean-Honoré Fragonard.

## Description
De format ovale, cette huile sur toile est le portrait en buste d'un vieil homme barbu devant un fond gris. Partie des collections du musée du Louvre, à Paris, l'œuvre se trouve depuis 1946 en dépôt au musée des Beaux-Arts de Nice, à Nice, dans les Alpes-Maritimes.
Une peinture comparable est conservée au musée de Picardie, à Amiens, dans la Somme. Le musée Jacquemart-André, à Paris, comprend également dans ses collections une Tête de vieillard par le maître, mais de format rectangulaire.

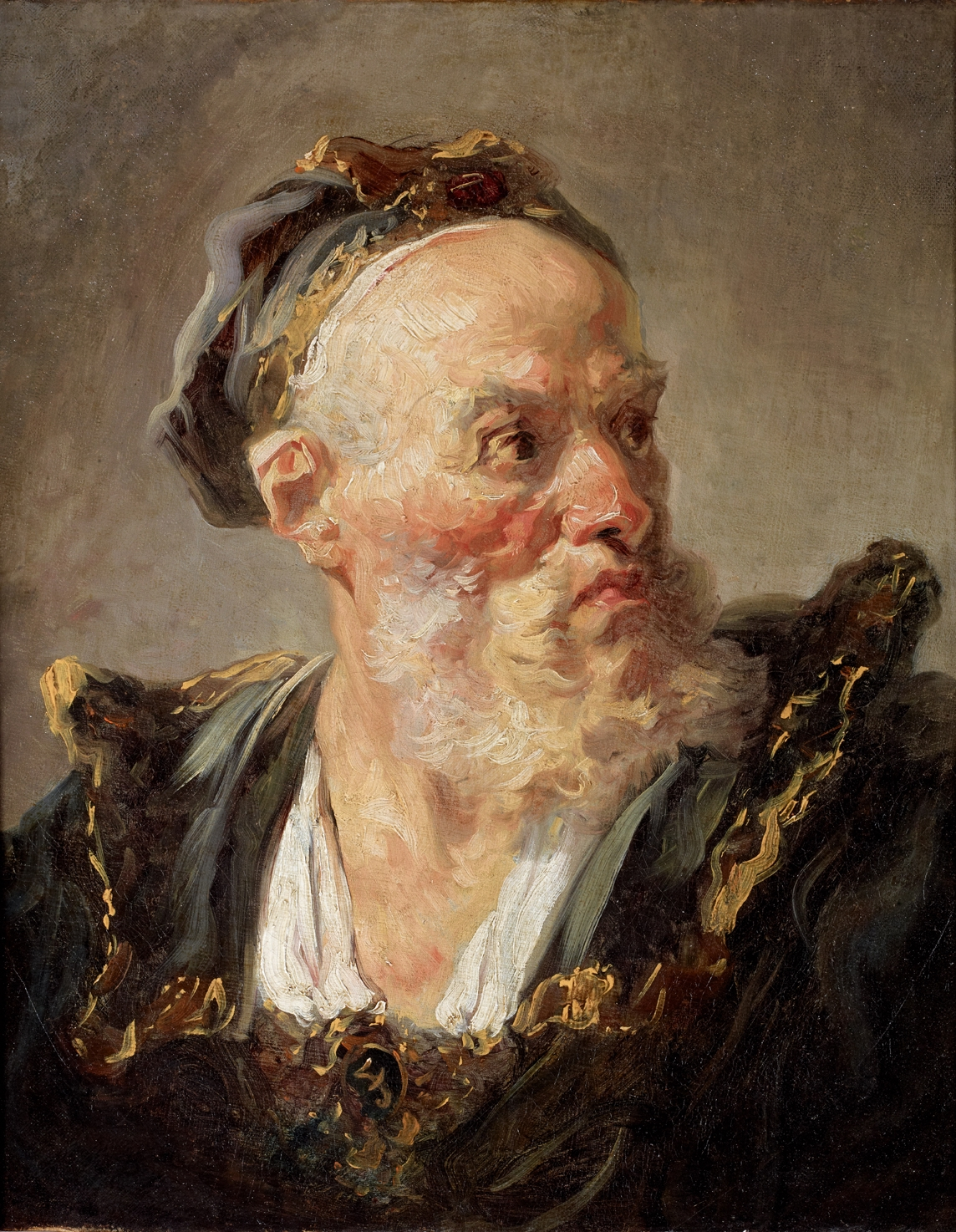
Tête de vieillard, vers 1765 – Musée Jacquemart-André, Paris.
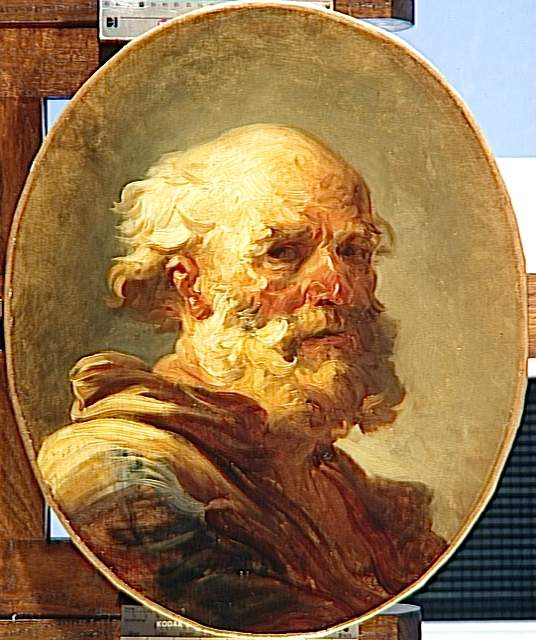
Tête de vieillard, 1766-1769 – Musée de Picardie, Amiens.